# La Gascogne
Die La Gascogne war ein 1886 in Dienst gestellter Transatlantik-Passagierdampfer der französischen Reederei Compagnie Générale Transatlantique (CGT), der für den Passagierservice von Le Havre nach New York gebaut wurde. 1912 wurde sie verkauft und 1919 in Italien verschrottet.

## Das Schiff
Die La Gascogne war das dritte in einer Reihe von vier neuen Transatlantiklinern, die die Compagnie Générale Transatlantique im Jahr 1886 nacheinander für den transatlantischen Passagier- und Postverkehr auf dem Nordatlantik in Dienst stellte. Die anderen drei waren die La Champagne mit 7.087 BRT, die La Bretagne mit 6.754 BRT und die La Bourgogne mit 7.395 BRT. Die vier Schwesterschiffe, die nach Regionen Frankreichs benannt wurden, wurden von dem Pariser Inneneinrichter Jules Allard et Fils ausgestattet, einem der damals populärsten Raumgestalter seiner Zeit, der besonders für sein extravagantes Modedesign bekannt war.
Das Schiff wurde auf der Werft Forges et Chantiers de la Méditerranée (FCM) in La Seyne-sur-Mer unter dem Namen L'Algerie auf Kiel gelegt und lief im Januar 1886 vom Stapel. Fertiggestellt wurde das 150 Meter lange und 15,96 Meter breite Dampfschiff aber als La Gascogne. Sie hatte zwei Schornsteine, vier Masten und einen Propeller. Der Ozeandampfer wurde von einer sechszylindrigen Vierfachexpansions-Dampfmaschine angetrieben, die 9.000 PS leistete und das Schiff auf bis zu 17,5 Knoten beschleunigen konnte. An Bord war Platz für 390 Passagiere der Ersten, 65 der Zweiten und 600 der Dritten Klasse.
Am 18. September 1886 lief die La Gascogne in Le Havre zu ihrer Jungfernfahrt nach New York aus. Als sie am 8. November 1886 in Le Havre nach New York ablegte, hatte sie Ferdinand de Lesseps und die französische Delegation auf dem Weg zur Einweihung der Freiheitsstatue an Bord. 1894 wurde sie nach acht Dienstjahren umfangreich überholt, wobei zwei der vier Masten demontiert und die Maschinerie ersetzt wurde. Die Passagierkapazität der Dritten Klasse erhöhte sich in diesem Zuge auf 1.500 Personen. Am 3. Juni 1907 nahm sie an einer Flottenschau und einer Rundreise von Le Havre nach Spithead und Cowes anlässlich eines Besuchs des spanischen Königs Alfons XIII. teil. Am 4. März 1911 lief sie zu ihrer letzten Fahrt für die CGT von Le Havre nach New York aus. Am 24. April 1912 wurde sie an die Compagnie de Navigation Sud-Atlantique für deren Liniendienst von Bordeaux nach Südamerika verkauft. Nach einigen technischen Änderungen lief die La Gascogne am 2. November 1912 erstmals in Bordeaux für die neuen Eigner aus.

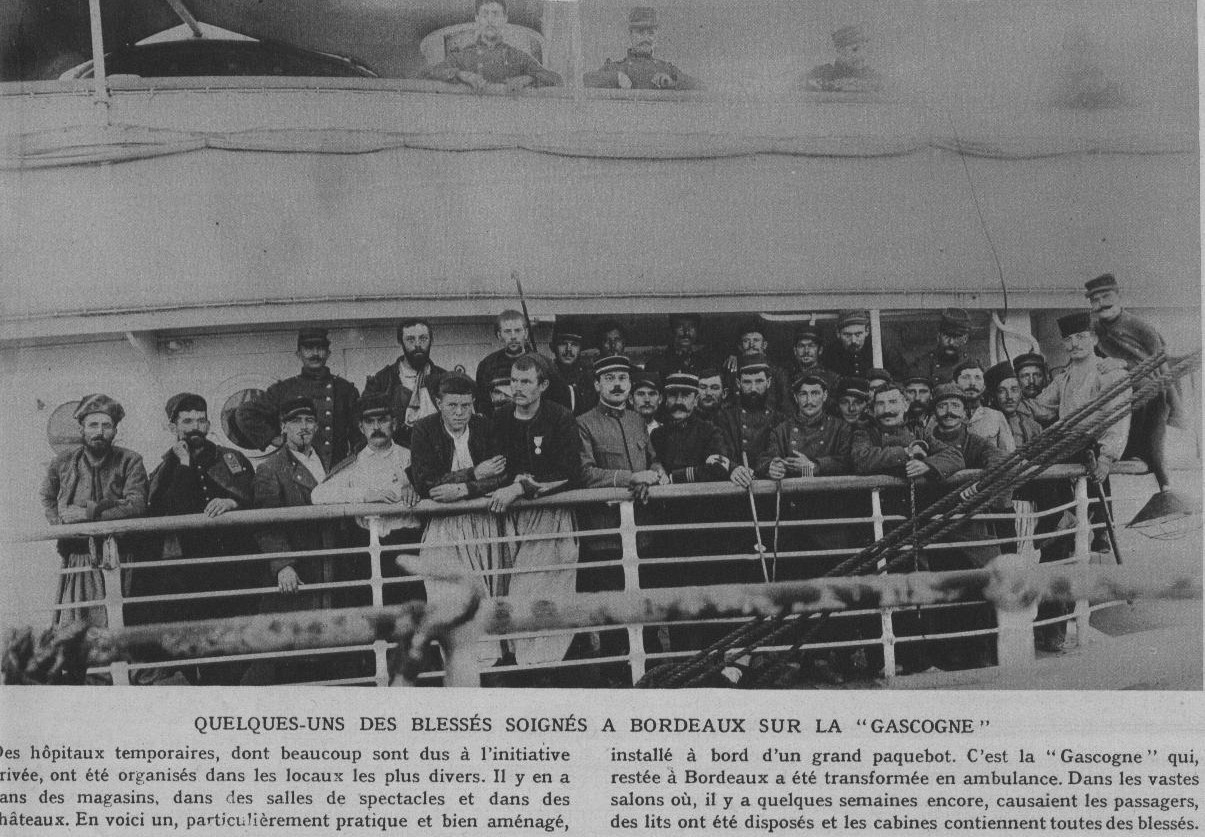
Soldaten am Heck der La Gascogne während des Kriegs

Im August 1914 wurde die La Gascogne in einen bewaffneten Hilfskreuzer umgewandelt, aber schon kurz danach wieder ihren Eignern übergeben. Am 26. Februar 1915 wurde der Dampfer noch einmal von der CGT, seiner ursprünglichen Reederei, gechartert und für drei Überfahrten von Bordeaux nach New York verwendet. Später im selben Jahr wurde sie erneut von der französischen Marine angefordert und als Depotschiff bei Thessaloniki genutzt. Im November 1918 wurde die La Gascogne in Bordeaux abgerüstet und am 1. Juli 1919 traf sie im italienischen Genua zum Abwracken ein.